# Soldats en marche
 (janvier 2019).
Soldats en marche est un tableau peint par Jacques Villon en 1913. Cette huile sur toile entre cubisme analytique et futurisme représente une troupe en marche. Elle est conservée au musée national d'Art moderne, à Paris.